# Melitiís (dème)
Le dème de Melitiís, en grec moderne : Δήμος Μελιτειέων / Dímos Melitiéon, est un ancien dème du district régional de Corfou, en Grèce. Depuis 2010, il est fusionné au sein du dème de Corfou-Sud.
Selon le recensement de 2011, la population du dème compte 5 106 habitants.